# Platylister habitus
Platylister habitus är en skalbaggsart som beskrevs av Lewis 1912. Platylister habitus ingår i släktet Platylister och familjen stumpbaggar. Inga underarter finns listade i Catalogue of Life.